# José Montiel
José Arnulfo Montiel Nuñez (Itauguá, 19 de agosto de 1988) es un futbolista paraguayo que juega como mediocentro ofensivo y su equipo actual es el Club Deportivo Santaní de la División Intermedia. Fue internacional absoluto con la selección de Paraguay entre 2005 a 2007.

## Carrera
A una edad muy joven, Montiel comenzó su carrera en el equipo de su ciudad Olimpia de Itauguá.
Su gran talento le valió para formar parte de las divisiones formativas del Club Olimpia de Asunción. Su debut profesional se produjo jugando para Olimpia a finales de 2004, a la edad de  16 años. Sus habilidades le aseguraron un lugar en el primer equipo.
Montiel fue una parte clave de la selección de fútbol de Paraguay que ganó Campeonato Sudamericano Sub-15 en 2003. En 2005, fue convocado para jugar con la selección sub-17 y luego la sub-20, para finalmente ser llamado por Aníbal Ruiz, director técnico de la selección mayor en los partidos de eliminatorias de junio y septiembre a la edad de 17 años, formando parte de la selección que disputó la Copa Mundial de Fútbol 2006 disputada en Alemania.
Después del Mundial de 2006, fue transferido al Udinese de Italia para disputar la temporada 2006-07. Luego de la excelente temporada es transferido al Reggina para disputar la temporada 2007-08.
Al no ser tenido en cuenta por el director técnico de Reggina, fue cedido a préstamo por las siguientes dos temporadas a dos clubes distintos, para luego volver en 2010.
Montiel fue cedido, primero en la temporada 2008-09 a FC Politehnica Iași de la liga rumana Liga I, ayudándolos a evitar el descenso y para la temporada 2009-10, Montiel fue cedido al club argentino Tigre, haciendo su debut en la 2.ª fecha del Torneo Apertura.
Montiel vuelve a Italia por los próximos 4 años al Reggina para la temporada 2010-11 y 2011-12 terminado su contrato cuando el club desciende a la segunda división tras finalizar última en la temporada.
En la temporada 2012-13 y 2013-14 juega en el Benevento Calcio sin brillar demasiado, el equipo desciende a la Tercera División y Montiel queda libre.
Montiel decide volver a su país para jugar por Olimpia el Torneo Clausura 2014, sin brillar y no ser tenido en cuenta la siguiente temporada por lo que el club le rescinde su contrato al finalizar el torneo.
En enero del 2015, firma por una temporada con Nacional de Paraguay.
En diciembre del año 2015, firma por Unión Comercio de la Primera División del Perú. Tuvo un gran año en Unión Comercio, lo que le valió para irse a prueba a Quilmes, donde no pudo quedarse.

## Selección nacional
Ha sido internacional con la selección de fútbol de Paraguay.

### Participaciones en Copas del Mundo
| Mundial                        | Sede     | Resultado    |
| ------------------------------ | -------- | ------------ |
| Copa Mundial de Fútbol de 2006 | Alemania | Primera fase |

## Clubes
| Club                   | País      | Año         |
| ---------------------- | --------- | ----------- |
| Olimpia                | Paraguay  | 2004 - 2005 |
| Udinese                | Italia    | 2006 - 2007 |
| Reggina                | Italia    | 2007 - 2008 |
| FC Politehnica Iași    | Rumania   | 2008 - 2009 |
| Tigre                  | Argentina | 2009 - 2010 |
| Reggina                | Italia    | 2010 - 2012 |
| Benevento Calcio       | Italia    | 2012 - 2014 |
| Olimpia                | Paraguay  | 2014        |
| Nacional               | Paraguay  | 2015        |
| Unión Comercio         | Perú      | 2016        |
| Sport Huancayo         | Perú      | 2017        |
| Al-Shamal              | Catar     | 2018        |
| Ayacucho F. C.         | Perú      | 2018 - 2019 |
| Panachaiki G. E.       | Grecia    | 2019        |
| 12 de Octubre          | Paraguay  | 2020        |
| Guaireña Fútbol Club   | Paraguay  | 2020 - 2021 |
| General Caballero      | Paraguay  | 2021        |
| Club Deportivo Santani | Paraguay  | 2022        |